# Igumenitsa (gmina)
Igumenitsa (gr. Δήμος Ηγουμενίτσας, Dimos Igumenitsas) – gmina w Grecji, w administracji zdecentralizowanej Epir-Macedonia Zachodnia, w regionie Epir, w jednostce regionalnej Tesprotia. W 2011 roku liczyła 25 814 mieszkańców. Powstała 1 stycznia 2011 roku w wyniku połączenia dotychczasowych gmin: Igumenitsa, Siwota, Margariti i Parapotamos oraz wspólnoty Perdika. Siedzibą gminy jest Igumenitsa.